# Шайло 2
„Шайло 2“ (на английски: Shiloh 2: Shiloh Season) е американска семейна драма от 1999 г. на режисьора Санди Тънг. Той е продължение на „Шайло“ (1996), който е базиран на едноименния роман, написан от Филис Рейнълдс Нейлър. Във филма участват Майкъл Мориарти, Скот Уилсън, Закари Браун, Ан Дауд, Кетлин Уолш, Рейчъл Дейвид, Род Стайгър и Бони Бартлет.

## В България
В България филмът е издаден на видеокасета на 25 ноември 1999 г. от Александра Видео с български дублаж, записан в студио 2 на „Александра Аудио“ и ролите се озвучават от Елена Русалиева, Ани Василева, Даниела Горанова и Красимир Куцупаров.